# Penicillium rolfsii
Penicillium rolfsii är en svampart som beskrevs av Thom 1930. Penicillium rolfsii ingår i släktet Penicillium och familjen Trichocomaceae.   Inga underarter finns listade i Catalogue of Life.